# Me, Myself and I
"Me, Myself and I" é uma canção da artista musical estadunidense Beyoncé, contida no álbum de estréia solo, Dangerously in Love (2003) Foi escrito por Beyoncé, Scott Storch e Robert Waller e produzido por Storch com guitarra tocada pelo músico Aaron Fishbein. Beyoncé decidiu que queria uma música mais profunda e pessoal como terceiro single do projeto; "Me, Myself and I" é uma música de R&B sobre como lidar com um parceiro infiel e aprender com as consequências.
A performance ao vivo da música do The Beyoncé Experience Live foi indicada ao Grammy Awards de Best Female R&B Vocal Performance em 2009, e a versão original rendeu a Beyoncé, Storch e Waller um Prêmio ASCAP Pop Music. A música foi enviada pela Columbia Records para as rádios de sucesso contemporâneo nos Estados Unidos em 19 de outubro de 2003. "Me, Myself and I" é uma música de R&B sobre como lidar com um parceiro infiel e aprender com as consequências. "Me, Myself and I" alcançou o número quatro na Billboard Hot 100 dos EUA , tornando-se o quarto single de Beyoncé entre os cinco primeiros consecutivos nos Estados Unidos. Foi certificado com ouro pela Recording Industry Association of America (RIAA). O single alcançou o top 20 na Austrália, Escócia, Países Baixos e Reino Unido.
Dirigido por Johan Renck, o vídeo da música acompanha a trama do relatado na letra da música e os eventos no vídeo são reproduzidos ao contrário. "Me, Myself and I" fizeram parte das listas de músicas de Beyoncé nas turnês Dangerously in Love Tour (2003), Verizon Ladies First Tour (2004), The Beyoncé Experience (2007), I Am... World Tour (2009–10) e The Formation World Tour (2016).

## Histórico e versão
Após o lançamento do terceiro álbum de estúdio do Destiny's Child,  Survivor (2001), Beyoncé trabalhou em seu primeiro álbum solo de estúdio, Dangerously in Love. Ela afirmou que era mais pessoal do que suas gravações anteriores com o grupo, porque ela só precisava escrever para si mesma. Ela entrou em contato com vários colaboradores musicais, incluindo Storch e Waller. O estilo musical de "Me, Myself and I" é diferente do estilo de seus singles anteriores; Beyoncé decidiu que queria uma música mais profunda e pessoal para o próximo single. Após o lançamento da música, Beyoncé disse a Corey Moss do MTV News: "['Me, Myself and I'] somos realmente poderosas. Fala sobre mulheres basicamente ouvindo sua voz interior e sabendo que nunca irão se decepcionar."
"Me, Myself and I" foi o terceiro single lançado de Dangerously in Love, que sucedeu "Crazy in Love" e "Baby Boy". Foi enviado ao Rádios rítmicas e Rádios urbanas contemporâneas em 19 de outubro de 2003. Um CD single foi lançado em 21 de outubro de 2003 nos Estados Unidos, que continha o mix de rádio de dance de Junior Vasquez , "Krazy in luv" como lado-B. Ele oficialmente impactou as Rádios de sucessos contemporâneos nos Estados Unidos em 12 de novembro de 2003. Em 16 de dezembro de 2003, um single de polegadas foi lançado nos Estados Unidos. O single foi lançado em países europeus selecionados em janeiro de 2004, incluindo a Áustria, Bélgica, Irlanda, Países Baixos, Suécia, e Suíça.
"Me, Myself and I" foi lançado no Reino Unido como maxi single em 6 de janeiro de 2004. Uma semana depois, foi lançado como CD duplo; o primeiro disco incluiu uma edição de rádio da música e "Dangerously in Love 2" (2003), e o segundo continha dois remixes de "Me, Myself and I". Em 2004, o single também foi lançado no Reino Unido em um CD aprimorado que incluía vídeos de apresentações ao vivo de "Naughty Girl" (2003) e "Work it Out" (2002). No Canadá, um single em CD foi lançado em 30 de dezembro de 2003, apresentando a versão do álbum e dois remixes da faixa. Um CD single foi lançado na Austrália em 16 de janeiro de 2004, que incluiu a edição de rádio e três remixes da faixa. A música também foi lançada como maxi single em 19 de janeiro de 2004 e, posteriormente, como single de três faixas na Alemanha.

## Composição
De acordo com as partituras publicadas no Musicnotes.com pela Alfred Music Publishing, "Me, Myself and I" é uma música de R&B executada de maneira moderadamente lenta. Está escrito na clave de Ré maior; o tempo é definido em oitenta e quatro batimentos por minuto, em tempo comum. O acorde segue as teclas E♭m9-Fm7-G♭Maj7, aparecendo em todas as outras barra, e a música tem um arranjo de cordas. Segundo Ryan Schreiber, da Pitchfork Media, a instrumentação da música consiste em uma mistura de teclados funk, um baixo escorregadio e instrumentos de percussão R&B mínimos e programados.
"Me, Myself and I" é repleto de letras para as mulheres manterem a cabeça erguida depois de um rompimento traumático". As letras são construídas na forma comum de verso e coro , cada uma escrita em duas estrofes. A música inclui uma introdução e uma ponte que aparece entre o segundo e o último refrão. Em uma entrevista com Corey Moss, da MTV News, Beyoncé explicou o conteúdo lírico da música:

... [Me, Myself and I] basicamente conversamos sobre uma garota que o cara não é certo para ela e que ele está traindo e o que quer. E geralmente as mulheres se sentem estúpidas e tolas e se culpam porque você tem todos os sinais na maioria das vezes, mas você ama o cara e não quer vê-lo ir embora. E nessa música, é como uma celebração da separação ...

De acordo com Neil Drumming, da Entertainment Weekly, "Me, Myself and I" é semelhante a "Say My Name" (2000), em termos de "... sua especificidade e sinceridade ..." e a maneira como Beyoncé defende ".. sua castidade contra algum garoto ganancioso ... ." Isso foi repetido por James Poletti, do Yahoo! Music que escreveu que a música sugere o que está por vir quando o tumulto começa a avançar em "... um odeio levemente doentio, se admiravelmente escorregadio, ode o velho tema usado pelo Destiny's Child ...", independência e autoconfiança na cara de um traidor.

## Recepção

### Recepção crítica
Mark Anthony Neal, do PopMatters, disse: "Beyoncé parece segura" ao cantar a música e "... faltando qualquer um dos 'estridentes exteriores' que descrevem alguns dos 'ajustes de melisma' ... que marcaram os trabalhos vocais anteriores". Ryan Schreiber, da Pitchfork Media, observou a música como a "mais notável reminiscência dos anos 80" no álbum, pois seus "acordes aumentados" lembram os singles de 1983, "Baby Come to Me" Patti Austin e James Ingram e "Human Nature" de Michael Jackson, ou uma versão desacelerada de "Baby Be Mine", do álbum de Jackson de 1982, Thriller. Neil Drumming, da Entertainment Weekly, disse:Me, Myself, and I montamos a guitarra gangsta de Storch, amadurecida pelo lamento apaixonado da Beyoncé ... Ao revisar o segundo álbum de estúdio da Beyoncé, B'Day, em 2006, Andy Kellman, da Allmusic, observou que não há músicas com a "... elegância suave de 'Me, Myself and I'". Spence D., escrevendo para a IGN Music, considerou "Me, Myself and I" como uma balada típica de R&B com um tema familiar, e na qual Beyoncé canta com paixão. 

### Prêmios e indicações
A Sociedade Americana de Compositores, Autores e Editores e 2005, deu a Beyoncé o prêmio de compositor do ano, compartilhando-o com Storch e Waller. Foi reconhecida como música mais executada em 2005, ao lado de "Baby Boy" e "Naughty Girl" de Beyoncé. A versão ao vivo de "Me, Myself and I" do The Beyoncé Experience Live ganhou uma indicação para Best Female R&B Vocal Performance no Grammy Awards de 2009.

### Desempenho comercial
"Me, Myself and I" não conseguimos igualar as performances no topo das paradas de "Crazy in Love" e "Baby Boy". No entanto, "Me, Myself and I" alcançou um sucesso comercial mais imediato do que seus antecessores. Após seu lançamento, o álbum subiu na parada da Billboard 200 e foi certificado como multi-platina. Em 16 de novembro de 2003, o single estreou na Billboard Hot 100 no número 96, enquanto "Baby Boy" ainda estava no número um. 14 semanas após sua estréia, o single atingiu o número 4 por duas semanas, e o quarto hit consecutivo entre os cinco primeiros de Beyoncé. "Me, Myself and I" permanecu nas paradas da Billboard Hot 100 por 24 semanas. Em 30 de janeiro de 2009, o single foi certificado em ouro pela Recording Industry Association of America (RIAA). Em 6 de outubro de 2010. "Me, Myself and I" vendeu 119.000 cópias físicas nos EUA.
O single foi menos bem-sucedido internacionalmente, chegando abaixo do top 10. Ele alcançou o número 11 na Austrália e no Reino Unido e o top 20 na Nova Zelândia e nos Países Baixos. Ele ficou no Top 100 do Reino Unido por sete semanas e foi a segunda menor presença em uma parada de singles, depois de seu dueto em 2009 com Lady Gaga na versão remix estendida de "Video Phone".

## Composição
De acordo com as partituras publicadas no Musicnotes.com pela Alfred Music Publishing, "Me, Myself and I" é uma música de R&B executada de maneira moderadamente lenta. Está escrito na clave de Ré maior; o tempo é definido em oitenta e quatro batimentos por minuto, em tempo comum. O acorde segue as teclas E♭m9-Fm7-G♭Maj7, aparecendo em todas as outras barra, e a música tem um arranjo de cordas. Segundo Ryan Schreiber, da Pitchfork Media, a instrumentação da música consiste em uma mistura de teclados funk, um baixo escorregadio e instrumentos de percussão R&B mínimos e programados.
"Me, Myself and I" é repleto de letras para as mulheres manterem a cabeça erguida depois de um rompimento traumático". As letras são construídas na forma comum de verso e coro , cada uma escrita em duas estrofes. A música inclui uma introdução e uma ponte que aparece entre o segundo e o último refrão. Em uma entrevista com Corey Moss, da MTV News, Beyoncé explicou o conteúdo lírico da música:

... [Me, Myself and I] basicamente conversamos sobre uma garota que o cara não é certo para ela e que ele está traindo e o que quer. E geralmente as mulheres se sentem estúpidas e tolas e se culpam porque você tem todos os sinais na maioria das vezes, mas você ama o cara e não quer vê-lo ir embora. E nessa música, é como uma celebração da separação ...

De acordo com Neil Drumming, da Entertainment Weekly, "Me, Myself and I" é semelhante a "Say My Name" (2000), em termos de "... sua especificidade e sinceridade ..." e a maneira como Beyoncé defende ".. sua castidade contra algum garoto ganancioso ... ." Isso foi repetido por James Poletti, do Yahoo! Music que escreveu que a música sugere o que está por vir quando o tumulto começa a avançar em "... um odeio levemente doentio, se admiravelmente escorregadio, ode o velho tema usado pelo Destiny's Child ...", independência e autoconfiança na cara de um traidor.

## Recepção

### Recepção crítica
Mark Anthony Neal, do PopMatters, disse: "Beyoncé parece segura" ao cantar a música e "... faltando qualquer um dos 'estridentes exteriores' que descrevem alguns dos 'ajustes de melisma' ... que marcaram os trabalhos vocais anteriores". Ryan Schreiber, da Pitchfork Media, observou a música como a "mais notável reminiscência dos anos 80" no álbum, pois seus "acordes aumentados" lembram os singles de 1983, "Baby Come to Me" Patti Austin e James Ingram e "Human Nature" de Michael Jackson, ou uma versão desacelerada de "Baby Be Mine", do álbum de Jackson de 1982, Thriller. Neil Drumming, da Entertainment Weekly, disse:Me, Myself, and I montamos a guitarra gangsta de Storch, amadurecida pelo lamento apaixonado da Beyoncé ... Ao revisar o segundo álbum de estúdio da Beyoncé, B'Day, em 2006, Andy Kellman, da Allmusic, observou que não há músicas com a "... elegância suave de 'Me, Myself and I'". Spence D., escrevendo para a IGN Music, considerou "Me, Myself and I" como uma balada típica de R&B com um tema familiar, e na qual Beyoncé canta com paixão. 

### Prêmios e indicações
A Sociedade Americana de Compositores, Autores e Editores e 2005, deu a Beyoncé o prêmio de compositor do ano, compartilhando-o com Storch e Waller. Foi reconhecida como música mais executada em 2005, ao lado de "Baby Boy" e "Naughty Girl" de Beyoncé. A versão ao vivo de "Me, Myself and I" do The Beyoncé Experience Live ganhou uma indicação para Best Female R&B Vocal Performance no Grammy Awards de 2009.

## Vídeo musical
Após seus dois primeiros vídeos com  Jake Nava, Beyoncé contratou Johan Renck para dirigir o videoclipe de "Me, Myself and I". o videoclipe estreou no Total Request Live em 10 de dezembro de 2003, Beyoncé descreveu concepção do vídeo
| “          | "O vídeo e, na verdade, a música que escrevi para as mulheres, porque sei que às vezes passamos por relacionamentos e eles não dão certo e culpamos o cara ou culpamos a outra garota ou culpamos a nós mesmas. E nós temos essa voz interior que meio que nos leva na direção certa. Sempre podemos depender de nós mesmos e da música 'Me, Myself and I' e queria que o vídeo refletisse isso. Eu estava tentando pensar em algo diferente, algo novo e visualmente novo para fazer." | ” |
| — Beyoncé, | |   |

Quando algumas das cenas dos bastidores foram usadas em um especial BET Access Granted, algumas das cenas que Beyoncé foi mostrada filmando não apareceram no vídeo oficial. Beyoncé disse que o vídeo não saiu do jeito que ela queria que fosse e ela teve que refazer a maior parte. Na pós-produção, ela decidiu que seria mais artístico tocar os eventos ao contrário.
A filmagem segue o enredo do tema da música, no qual Beyoncé lida com um namorado traidor quando ela encontra a calcinha vermelha de sua amante. Após o caso, Beyoncé descarta seus antigos bens que a lembram do namorado (por exemplo, arranhar o carro). Ela volta ao hotel, tira suas jóias e maquiagem e chora pelo ocorrido em uma banheira. Como resultado, Beyoncé corta o cabelo, enquanto se veste e sai descalça. Os eventos no vídeo são reproduzidos ao contrário. Beyoncé disse que este videoclipe foi o vídeo mais difícil que ela já fez. Patrick DeMarco, da Philadelphia, descreveu o vídeo como "sexy". Em 2004, o vídeo foi indicado como Best R&B Video no MTV Video Music Awards de 2004. Em maio de 2010, uma versão alternativa foi lançada; essa não mostra os eventos ao contrário e inclui algumas das cenas que não foram incluídas na primeira versão.

## Apresentações ao vivo
Durante a Verizon Ladies First Tour, que também contou com Alicia Keys, Missy Elliott e Tamia, Beyoncé tocou "Me, Myself and I" em Nova York para um público de mais de 20.000. Antes de cantar, ela disse à platéia que ia cantar sobre "uma história de horror de relacionamento". Ela tirou uma calcinha vermelha da bolsa, dizendo que não eram dela, mas pertencia à amante do namorado traidor. Durante a apresentação, Beyoncé estendeu o microfone para a resposta da platéia, que foi "é tudo o que consegui no final". Ela gritou que queria ouvir todo mundo da frente para trás e continuou cantando, depois disse ao público que escreveu a música para "todos e cada um de vocês!".
"Me, Myself and I" também foi incluído no set list da turnê mundial de Beyoncé Dangerously in Love World Tour, que começou no final de 2003. Durante a turnê, Beyoncé apareceu suspensa no teto da arena e foi abaixada para uma espreguiçadeira vermelha. A canção foi realizada como parte de The Beyoncé Experience em Los Angeles e I Am... Tour. Em 5 de agosto de 2007, Beyoncé apresentou a música no Madison Square Garden em Manhattan. Antes da música, Beyoncé disse ao público que essa música era muito especial para ela e que ela iria apresentar uma versão mais lenta. Ela estava acompanhada por sua banda inteiramente feminina. Jon Pareles, do The New York Times, elogiou a performance, afirmando: "Beyoncé não precisa de distrações de seu canto, que pode ser arejado ou atrevido, choroso ou cruel, de fogo rápido com sílabas 
staccato ou sustentado em melismas. Mas ela estava em constante movimento, vestindo trajes (a maioria prateados), de minissaias a vestidos formais, roupa em tons de carne, biquíni e lingerie." Shaheem Reid, da MTV News também elogiou a performance e escreveu: "... Por toda a dança que fez, Beyoncé obteve uma resposta igualmente grande - se não mais retumbante - por exibir sua inegável habilidade vocal nas baladas como "Me, Myself and I". "
Em Los Angeles, Beyoncé fez uma performance longa de "Me, Myself and I" sem dançarinos de apoio e com instrumentação ao vivo limitada. Beyoncé usava uma fantasia de dança do ventre verde. Quando Beyoncé tocou a música em Sunrise, Flórida, em 29 de junho de 2009, ela usava um maiô. Enquanto ela cantava, gráficos animados de toca-discos, faders e outros equipamentos de casas noturnas foram projetados atrás dos dançarinos e músicos. Beyoncé estava acompanhada por dois bateristas, dois tecladistas, um percussionista, uma seção de trompa, três vocalistas imponentes chamados Mamas, o baixista Divinity Roxx e o guitarrista Bibi McGill. "Me, Myself and I" foi incluído no álbum de Beyoncé, The Beyoncé Experience Live (2007).

## Faixas e formatos
| Bélgica CD single |                                              |         |  |
| N.º               | Título                                       | Duração |  |
| 1.                | "Me, Myself and I" (Radio Edit)              | 3:58    |  |
| 2.                | "Dangerously in Love" (Live from Headliners) | 4:59    |  |

| Europa Maxi-Single |                                           |         |  |
| N.º                | Título                                    | Duração |  |
| 1.                 | "Me, Myself and I" (Radio Edit)           | 3:58    |  |
| 2.                 | "Me, Myself and I" (Eastern Delight Mix)  | 4:25    |  |
| 3.                 | "Me, Myself and I" (Bama Boys Sexy Remix) | 4:42    |  |
| 4.                 | "Me, Myself and I" (Junior's Radio Mix)   | 3:44    |  |
| 5.                 | "Work It Out" (Live Video from Headlines) | 3:37    |  |

| Estados Unidos CD single |                                           |         |  |
| N.º                      | Título                                    | Duração |  |
| 1.                       | "Me, Myself and I" (Radio Edit)           | 3:58    |  |
| 2.                       | "Krazy in Luv" (Junior's Dance Radio Mix) | 3:48    |  |

## Desempenho nas tabelas musicais
| Tabela musical (2004)                        | Melhor posição |
| -------------------------------------------- | -------------- |
| Austrália (ARIA)                             | 11             |
| Austrália (ARIA Urban)                       | 6              |
| Áustria (Ö3 Austria Top 75)                  | 51             |
| Bélgica (Ultratop 50 de Flandres)            | 49             |
| Bélgica (Ultratip Bubbling Under da Valônia) | 7              |
| Canadá (Canadian Singles Chart)              | 7              |
| Escócia (Scottish Singles Chart)             | 18             |
| Estados Unidos (Billboard Hot 100)           | 4              |
| Estados Unidos (Billboard Dance Club Songs)  | 3              |
| Estados Unidos (Billboard R&B/Hip-Hop Songs) | 2              |
| Estados Unidos (Billboard Mainstream Top 40) | 18             |
| Estados Unidos (Billboard Rhythmic)          | 8              |
| Europa (Billboard European Hot 100 Singles)  | 32             |
| Alemanha (Offizielle Deutsche Charts)        | 35             |
| Irlanda (IRMA)                               | 21             |
| Itália (FIMI)                                | 25             |
| Nova Zelândia (Recorded Music NZ)            | 18             |
| Países Baixos (Dutch Top 40)                 | 14             |
| Países Baixos (Single Top 100)               | 14             |
| Reino Unido (UK Singles Chart)               | 11             |
| Reino Unido (OCC UK R&B)                     | 4              |
| Suécia (Sverigetopplistan)                   | 43             |
| Suíça (Schweizer Hitparade)                  | 41             |

| Tabela musical (2004)                            | Melhor posição |
| ------------------------------------------------ | -------------- |
| Estados Unidos (Billboard Hot 100)               | 26             |
| Estados Unidos (Billboard Hot R&B/Hip-Hop Songs) | 8              |
| Reino Unido (Official Charts Company)            | 176            |

## Vendas e certificações
| Região                                         | Certificação | Vendas   |
| ---------------------------------------------- | ------------ | -------- |
| Estados Unidos (RIAA)                          | Ouro         | 500,000^ |
| ^distribuições baseadas apenas na certificação |              |          |